# 卡尔科
卡尔科（義大利語：Calco），是意大利莱科省的一个市镇。总面积4.62平方公里，人口5080人，人口密度1099.6人/平方公里（2009年）。国家统计（ISTAT）代码为097012。
卡尔科与布里维奥、因贝尔萨戈、梅拉泰、奥尔贾泰莫尔戈拉、蓬蒂达和维拉达达接壤。附近设有奥尔贾泰-卡尔科-布里维奥站。